# Plectranthias japonicus
Plectranthias japonicus är en fiskart som först beskrevs av Steindachner, 1883.  Plectranthias japonicus ingår i släktet Plectranthias och familjen havsabborrfiskar. Inga underarter finns listade i Catalogue of Life.